# Людина-вовк (фільм, 1924)
«Людина-вовк» (англ. The Wolf Man) — американська драма режисера Едмунда Мортімера 1924 року. Фільм вважається втраченим.

## Сюжет
Джеральд Стенлі — англійський джентльмен, який заручений з Беатріс Джойс. Стенлі змінюється кожного разу, коли він п'є, і його брат (який також кохає Беатріс) використовує це у своїх інтересах. Після останнього провалу пам'яті у Стенлі, його брат повідомляє Джеральду, що він (Стенлі) вбив брата Беатріс. Стенлі втікає з Англії і поселяється у Квебеку. Тепер тверезий Стенлі залишається осторонь від спиртного, поки він не одержує звістку, що Беатріс вийшла заміж за його брата. Почувши це, він вирушає до бару, де в нього відбувається черговий провал пам'яті. У барі він починає бійку і викрадає Елізабет Гордон, респектабельну молоду дівчину.

## У ролях
- Джон Гілберт — Джеральд Стенлі
- Норма Ширер — Елізабет Гордон
- Альма Френсіс — Беатріс Джойс
- Джордж Барро — лорд Ротштейн
- Юджин Пеллет — П'єр
- Едгар Нортон — сер Реджинальд Стекпул
- Томас Р. Міллс — Колкінс
- Макс Монтісоль — Філл Джойс
- Чарльз Веллеслі — Сем Гордон